# Pistolet Sauer 38H
Sauer 38H – niemiecki pistolet samopowtarzalny kalibru 7,65 mm firmy Sauer. W czasie II wojny światowej pistolety Sauer 38H znajdowały się na uzbrojeniu niemieckiej armii i policji.

## Historia
Broń ta została skonstruowana w latach 30. i miała stanowić konkurencję dla udanego pistoletu Walther PP, gdy spadł popyt na starsze pistolety Sauera (wzór 1913, modernizowany w 1926 i 1930). Głównym projektantem był Hans Zehner. Prace projektowe rozpoczęto w 1932 roku, ale pistolet trafił do produkcji dopiero w 1938 roku. Konstrukcja zawierała trzy chronione patenty. 
Do kwietnia 1940 wyprodukowano tylko ok. 10.000 sztuk, jednakże skala produkcji następnie wzrosła i do przerwania produkcji w kwietniu 1945 wyprodukowano 265.000. Większość trafiła do policji i organizacji paramilitarnych SA i SD, które łącznie otrzymały ok. 200.000. Od grudnia 1941 pistolet stanowił także uzbrojenie wojska (Wehrmachtu), jako Modell 38H.

## Opis
Sauer 38H był bronią samopowtarzalną, działającą na zasadzie odrzutu zamka swobodnego, obejmującego lufę. Mechanizm uderzeniowy kurkowy, z kurkiem wewnętrznym. Po lewej stronie nad okładziną chwytu znajdowała się dźwignia służąca do napinania i zwalniania kurka, ponadto pistolet wyposażony był w mechanizm samonapinania kurka przez naciśnięcie spustu (nacisk na spust konieczny do strzału wynosił 5,5 kg z samonapinaniem i 2,3 kg z napiętym kurkiem). Pistolet miał bezpiecznik nastawny po lewej stronie w tylnej części zamka oraz bezpiecznik automatyczny uniemożliwiający oddanie strzału bez magazynka. Z tyłu zamka był pręt sygnalizujący obecność naboju w komorze nabojowej. Pistolet składał się z 57 części. Dzięki dość dużej masie i nieruchomo osadzonej lufie charakteryzował się stosunkowo dobrą celnością.
Sauer 38H był zasilany z wymiennego, jednorzędowego magazynka pudełkowego o pojemności 8 naboi umieszczonego w chwycie.
Lufa gwintowana, posiadała cztery bruzdy prawoskrętne.
Pistolet miał stałe przyrządy celownicze.